# Magix Music Maker
Der Magix Music Maker ist eine Digital Audio Workstation, die vom Unternehmen Magix für den Konsumentenbereich konzipiert wurde. Er wurde als Laienversion der von den gleichen Entwicklern stammenden Profi-Musiksoftware Samplitude entworfen und erschien erstmals 1994. Wie Samplitude kann der Music Maker bei der Musikproduktion Funktionen eines Sequenzerprogramms übernehmen, der Fokus der Software liegt inzwischen jedoch stärker auf der Verwendung vorgefertigter Loops. Mit mehr als einer Million verkauften Exemplaren gilt der Music Maker als Europas erfolgreichstes Musikprogramm.

## Funktionen
Kernstück des Music Makers sind kurze vorgefertigte Audiodateien, so genannte Loops. Magix bietet unter der Marke Producer Planet (früher catooh.com) selbst Loops in ca. 500 sortierten Paketen (Soundpools) an, in denen sich jeweils einige hundert Stück mit identischen BPM zu einem bestimmten Thema/Genre finden. Diese Loops haben meist eine Länge von exakt 1, 2 oder 4 Takten, gelegentlich auch mehr. Loops, die nicht nur aus ungestimmten Percussions und Effekten bestehen, liegen üblicherweise bereits in verschiedenen Tonarten vor (aktuell 7, bei einigen alten Paketen 6, bei arabischer Musik 2), wobei weitere Tonarten vom Programm durch Transposition erzeugt werden können. Einige Soundpools enthalten neben instrumentalen Loops auch Gesang (einfache Vocals oder in Abschnitte zerlegte ganze Lieder). Es können auch Loops anderer Anbieter verwendet werden.
Im einfachsten Anwendungsfall werden diese Loops in mehreren Spuren per Drag and Drop zu einem Lied aneinandergereiht. Die Funktion Song Maker bietet 35 Genre-Vorlagen, ganze Lieder oder ein Grundgerüst automatisch erstellen zu lassen.
Individueller ist jedoch die Verwendung eigener Gesangsaufnahmen, Melodien und Rhythmen. Zur Erstellung dieser so genannten Takes enthält der Music Maker eine Audioaufnahmefunktion sowie diverse MIDI-Instrumente samt vollständigem MIDI-Editor, mit denen Melodie oder Percussions erzeugt werden können. Auch Instrumente und Effekte von Drittanbietern lassen sich über die VST-Schnittstelle verwenden. Takes können ähnlich wie Loops verwendet werden.
Im Live-Pad-Modus wählt man einen der 61 mitgelieferten Live-Set-Soundpools und kann mit den 16 dann angezeigten Tasten jeweils einen bestimmten Loop starten, der so lange im Takt wiederholt wird, bis man die Taste erneut drückt oder einen anderen Loop derselben Kategorie (z. B. Drums) startet. Zudem kann man jederzeit die Tonhöhe wechseln. Alle Änderungen sind ab dem nächsten Takt wirksam. Der Nutzer kann eigene Live-Set-Soundpools aus seinen Loops erstellen. Der Live-Pad-Modus ist vom restlichen Music Maker weitestgehend unabhängig, bietet aber eine Möglichkeit, die Folge der gespielten Loops niederzuschreiben, um damit weiterzuarbeiten.
Für die Audioausgabe unterstützt der Music Maker bevorzugt ASIO und WASAPI. Der mitgelieferte Open-Source-ASIO-Treiber ASIO4ALL und WASAPI erfordern exklusiven Zugriff auf die Soundkarte. Alternativ stehen DirectSound und WaveOut zur Verfügung, unterstützen allerdings nicht alle Funktionen.
Das Programm enthält auch grundlegende Funktionen, um Videos zu erstellen. Es unterstützt die Formate WAV, Ogg Vorbis, WMA, QuickTime, MIDI, CD-Audio, AVI, MXV, WMV. Die Unterstützung für MP3, FLAC, BMP und JPEG muss separat erworben werden.

## Versionen
Der Magix Music Maker 2022 (Version 30) wird in drei verschiedenen Funktionsumfängen angeboten: Music Maker, Music Maker Plus und Music Maker Premium. Frühere Versionen waren oft zusammen mit bestimmten Soundpools auf CD erhältlich, die ebenso wie die früher erhältlichen Soundpool-DVDs in aktuelle Versionen importiert werden können. Erstere wurden durch digitale Genre-Versionen ersetzt, bei denen zwischen verschiedenen Soundpools gewählt werden kann.

### Freeware-Version
Das einfach nur Music Maker genannte Basisprogramm ist kostenlos und kann nach einem Freemium-Modell erweitert werden, indem In-App-Käufe aus folgenden Kategorien getätigt werden:
- Soundspools (statt dem Einzelkauf wird auch ein Abonnement mit Zugriff auf alle Soundpools angeboten)
- Software-Instrumente (neben umfangreicheren Instrumenten gibt es auch Tiny-Instrumente, die nur ein einzelnes ungestimmtes Schlaginstrument abbilden), nicht in anderen VST-Programmen verwendbar
- Presets (weitere Programme für MIDI-Instrumente und die Vocoder-Funktion)
- Funktionen
- Editionen

Die kostenlose Version enthält einen Standard-Soundpool („Feel good“). Sie bietet die volle MIDI-Funktionalität und dafür als Instrumente ein Grand Piano, einen Synthesizer („Revolta 2“) mit 16 Programmen sowie einen Sample-Instrument („Vita“) mit zwei Percussion-Samplesets. Im In-App-Store sind vier weitere Soundpools aus den Kategorien Chart Hits, House, Rock und Hip-Hop sowie ein MIDI-Schlagzeug kostenlos erhältlich.
Funktionale Einschränkungen der Freeware-Version sind beispielsweise die Beschränkung auf 8 Spuren, eine geringere Anzahl an Effekten und das Fehlen des Song Makers, Live-Pad-Modus, der MP3-Unterstützung und der VST-Schnittstelle.

### Kauf-Versionen
Im In-App-Store können folgende Editionen gekauft werden:
- Music Maker Plus enthält weitere Funktionen und Guthaben für 1 Soundpool, 1 Soundpool-Kollektion, 2 Instrumente und 1 Tiny-Instrument
- Music Maker Premium enthält die Funktionen des Music Maker Plus, noch einige weitere Funktionen (u. a. den Live-Pad-Modus) und abweichend Guthaben für 3 Soundpools, 1 Soundpool-Kollektion, 3 Instrumente und 2 Tiny-Instrumente.
- Digitale Genre-Versionen bieten außer der Multicore-Unterstützung keine zusätzlichen Funktionen, sondern enthalten ein Guthaben für 1 Instrument und 3 themengebundene Soundpools.
  - 80s
  - Christmas (nur in der Weihnachtszeit erhältlich, umfasst auch Teile des Genres Score)
  - EDM
  - Hip-Hop (früher Hip Hop Beat Producer)
  - Pop
  - Rock
  - Score
  - Trap

Music Maker Plus und Premium sind auch als Box-Version erhältlich. Des Weiteren gibt es die Music Maker 2022 Performer Edition, die Music Maker 2022 Control Edition und die Music Maker 2022 Beatbox Edition. Je nach Edition, ist diese mit unterschiedlicher Hardware ausgestattet.

## Trivia
2003 veröffentlichte die deutsche Band Wolfsheim eine besondere Version ihres Nummer-eins-Studioalbums Casting Shadows, welche die Software des Magix Music Maker beinhaltete.